# Санаторная улица (Сестрорецк)
Санато́рная у́лица — улица в городе Сестрорецке Курортного района Санкт-Петербурга. Проходит из-за Тарховской улицы до 8-й линии.
Название появилось в 1920-х годах. Дано по санаторию «Тарховский», от которого улица начинается (санаторий расположен в усадьбе Авенариуса на Федотовской дорожке, 42/22).
Тупиковый участок улицы от Тарховской до побережья был закрыт шлагбаумом. В декабре 2016 года его демонтировали как незаконный.
Прежде Санаторная улица официально доходила только до 9-й линии. 29 ноября 2019 года ее официально удлинили до 8-й линии.

## Перекрёстки
- Тарховская улица
- 10-я линия
- 9-я линия
- 8-я линия